# Rotala indica
Rotala indica es una especie de planta acuática perteneciente a la familia Lythraceae conocida con el nombre común de Indian toothcup. Es originaria del sudeste de Asia. 
Es una conocida planta acuática muy popular en los acuarios y como mala hierba de los campos de arroz. Se le conoce como una especie introducida y una mala hierba en las regiones productoras de arroz en Congo, Italia, Portugal, y en California y Luisiana en los Estados Unidos.

## Descripción
Los tallos de la planta alcanzan hasta 30 o 40 centímetros de largo. Las hojas son decusadas, dispuestas en pares opuestos perpendiculares a lo largo de los tallos. Las hojas son ovales, los márgenes son cartilaginosos y miden hasta 2 centímetros de largo. Las flores se producen en las axilas de las hojas por separado o en inflorescencias en forma de espigas. Cada flor tiene cuatro sépalos triangulares y cuatro pétalos de color rosa.

## Distribución
Originaria del sudeste de Asia, se distribuye por Anhui, Fujian, Guangdong, Guangxi, Guizhou, Hubei, Hunan, Jiangsu, Jiangxi, Shanxi, Sichuan, Yunnan y Zhejiang en China y en Taiwán, Bután, Camboya, India, Indonesia, Japón, Corea, Laos, Malasia, Birmania, Nepal, Filipinas, Sri Lanka, Tailandia y Vietnam. 

## Sinonimia
- Ameletia indica (Willd.) DC.
- Ameletia uliginosa Miq.
- Peplis indica Willd.
- Rotala densiflora var. formosana Hayata
- Rotala elatinomorpha Makino
- Rotala koreana (Nakai) Mori
- Rotala uliginosa (Miq.) Nakai[1]